# Hjalmar Andersson
Hjalmar Andersson (Svensk Hjalmar „Insjön“ Andersson Zakeus; * 13. Juli 1889 in Ljusnarsberg; † 2. November 1971 in Insjön) war ein schwedischer Langstreckenläufer.
Beim Crosslauf der Olympischen Spiele 1912 in Stockholm gewann er in der Einzelwertung Silber hinter dem Finnen Hannes Kolehmainen und vor seinem Landsmann John Eke und Gold in der Mannschaftswertung zusammen mit Eke und dem fünftplatzierten Josef Ternström.
Von 1918 bis 1920 wurde Andersson dreimal in Folge schwedischer Meister im Crosslauf.

## Weblinks

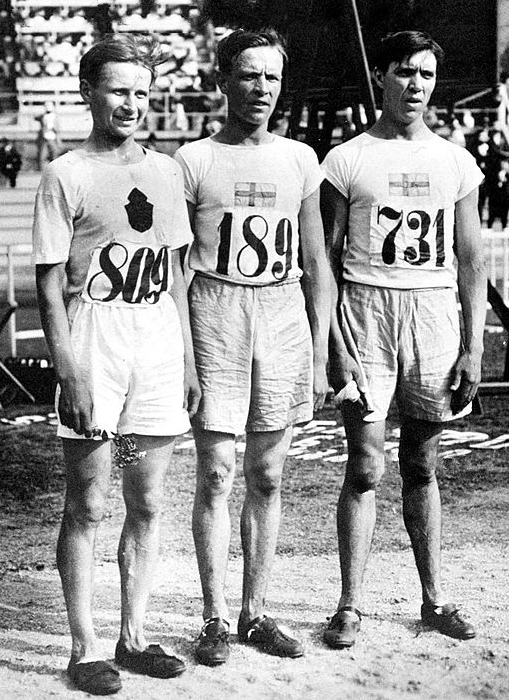
Die Medaillengewinner der Crosslauf-Einzelwertung (v. l. n. r.):
Kolehmainen (Gold), Andersson (Silber), Eke (Bronze)